# Stenopterygia subcurva
Stenopterygia subcurva là một loài bướm đêm trong họ Noctuidae.